# 森塞特 (亞利桑那州)
森塞特（英語：Sunset）是位於美國亞利桑那州納瓦霍縣的一個非建制地區。該地的面積和人口皆未知。

## 地理
森塞特的座標為35°02′40″N 110°39′12″W / 35.04444°N 110.65333°W，而該地的平均海拔高度為1492米（即4895英尺）。